# Дорофеев, Анатолий Васильевич
Анато́лий Васи́льевич Дорофе́ев (25 марта 1920, Лызгач, Вятская губерния — 22 февраля 2000, Железнодорожный, Московская область) — советский военный деятель, Герой Российской Федерации (1995). Полковник.

## Биография

### Ранние годы
Анатолий Васильевич Дорофеев родился 25 марта 1920 года в деревне Лызгач Орловского уезда Вятской губернии (ныне Юрьянский район Кировской области) в семье Василия Фёдоровича и Вассы Ефимовны Дорофеевых. Василий Фёдорович, участник Первой мировой и Гражданской войн, служил в Красной гвардии, а с 1929 года — работал бригадиром в колхозе, где Васса Ефимовна работала всю свою трудовую жизнь. Помимо Анатолия, ставшего первым сыном, в семье родилось ещё семь детей.
В 1935 году Анатолий Дорофеев окончил Верходворскую начальную среднюю школу и поступил учиться в Кировский индустриальный техникум (позднее Кировский механический техникум, ныне Кировский лесопромышленный колледж). В 1939 году получил специальность техника-технолога по холодной обработке металла резанием. Учёбу совмещал с работой чертёжника в облземотделе и в 1937—1938 годах работал учеником стереотипера в издательстве и типографии «Кировской правды». Летом 1939 года работал секретарём райфинотдела Юрьянского района, затем в колхозе «Коминтерн» Верходворского сельсовета.

### В рядах РККА
24 декабря 1939 года Анатолий Дорофеев добровольцем вступил в ряды Красной Армии и направлен на учёбу во вновь образованное Тюменское пехотное училище (5-я рота) (Тюмень, СибВО). Призван Верховинским РВК Кировской области.
Член ВЛКСМ с 1940 года.
19 июля 1941 года лейтенант Дорофеев окончил Тюменское пехотное училище по первому разряду и назначен командиром учебного взвода курсантов в Ульяновское пехотное училище.
29 июня 1942 года Анатолий Дорофеев женился на Ирине Александровне Кривчиковой. Отец Ирины Александровны, А. Э. Кривчиков, кавалер орденов Св. Владимира 4-й ст. с мечами и бантом и Красного Знамени, в 1937 году был осуждён тройкой НКВД и расстрелян. Женитьба на дочери «врага народа» (А. Э. Кривчиков был реабилитирован только в 1956 году) была очень рискованным шагом, от которого замполит и командование всячески отговаривали Дорофеева. После того как Дорофеев проигнорировал советы сослуживцев, он был переведён командиром стрелкового взвода 82-го запасного стрелкового полка 42-й запасной стрелковой дивизии (переформирована в 66-й учебно-снайперский полк 11-й запасной бригады ПриВО) на станцию Инза (Ульяновская область) в учебные лагеря, где формировались маршевые роты.
В апреле-сентябре 1943 года лейтенант Дорофеев прошёл ускоренный курс обучения в Военной электротехнической академии связи, эвакуированной из Ленинграда в Томск.
С 10 октября 1943 по 9 мая 1945 года Анатолий Дорофеев принимал участие в боевых действиях на 1-м Прибалтийском и 3-м Белорусском фронтах Великой Отечественной войны. За этот период А. Дорофеев воевал на должностях адъютанта старшего стрелкового батальона (начальника штаба батальона), начальника отделения кадров дивизии, заместителя командира и командира 3-го стрелкового батальона 17-й гвардейского стрелкового ордена Суворова полка 5-й гвардейской стрелковой дивизии 11-й гвардейской армии.
Кандидат в члены ВКП(б) с 1944 года. Ранен 7 января 1944 года.
Приказом № 3/н от 20.01.1944 года по 5-й гвардейской стрелковой дивизии гвардии старший лейтенант Дорофеев награждён орденом Красной Звезды за то, что в боях за г. Городок Витебской области показал исключительное умение в управлении боем — лично повел в атаку 8-ю стрелковую роту в обход правого фланга, атаковал противника с тыла и выбил противника с высоты, лично при этом убив двоих немцев.
Приказом № 129/н от 08.09.1944 года от военного совета 11 гв. армии 3-го Белорусского фронта гвардии капитан Дорофеев награждён орденом Отечественной войны 2-й степени.
Приказом № 159/н от 19.05.1945 года от военного совета 11 гв. армии 3-го Белорусского фронта гвардии майор Дорофеев, командир 3-го стр.батальона 17-го гвардейского стрелкового ордена Суворова полка 5-й гвардейской стрелковой дивизии награждён орденом Красного Знамени. Был представлен к званию Героя Советского Союза.
В составе своего подразделения Дорофеев участвовал в освобождении городов Брянск, Идрица, Городок, Орша, Борисов, Алитус и Вирбалис, освобождал Польшу.

### Подвиг

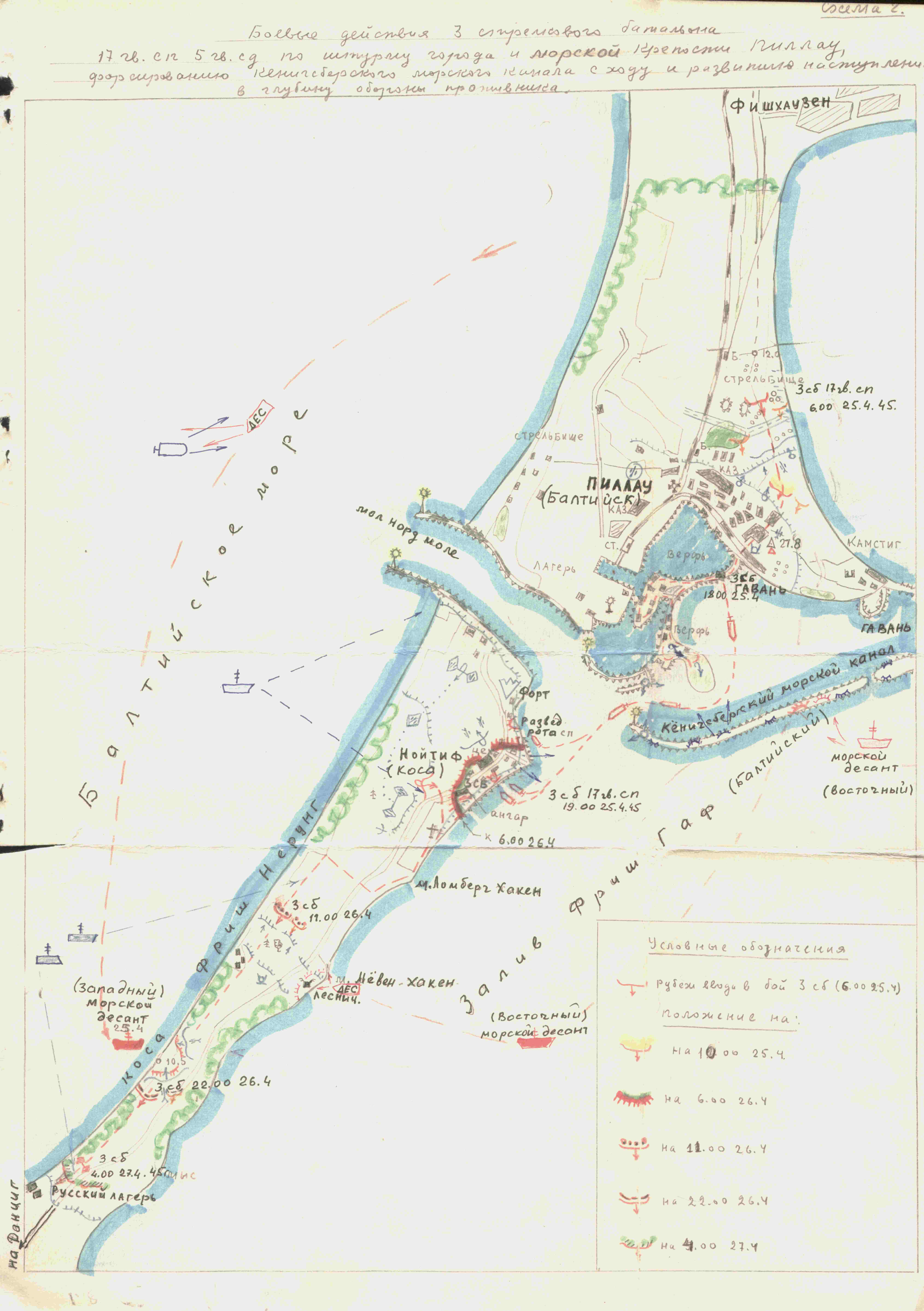
Боевые действия 3-го сб 17 гв. сп 5 гв. сд (комбат А.Дорофеев) в штурме Пиллау(Балтийск), при форсировании пролива Зеетиф, высадке десанта и захвате плацдарма на косе Фрише-Нерунг.

Особенно Анатолий Дорофеев отличился в ходе Восточно-Прусской наступательной операции, при взятии города-крепости Кёнигсберг (ныне Калининград), военно-морской базы Пиллау, при форсировании пролива Зеетиф и захвате плацдарма на косе Фрише-Нерунг.
25 апреля 1945 года передовой отряд 3-й стрелковый батальон 17-го гвардейского стрелкового полка под командованием гвардии майора А. В. Дорофеева в составе разведчиков старшего лейтенанта Кочеткова А. А., 7-й стрелковой роты гвардии старшего лейтенанта С. Я. Нехаенко, миномётного взвода гвардии младшего лейтенанта А. И. Суворова, расчётов станковых пулемётов и 45-миллиметровых пушек на трёх американских автомобилях-амфибиях под непрерывным огнём противника первым форсировал пролив Зеетиф, соединяющий Балтийское море с заливом Фришес-Хафф) и высадился на косе Фрише-Нерунг.
Батальон Дорофеева захватил и удерживал плацдарм в районе Нойтиф (ныне посёлок Коса), отразил две контратаки противника и обеспечил успешную высадку второго эшелона батальона под командованием гвардии капитана Л. З. Чугуевского. Отбив третью, четвёртую и пятую контратаки противника, батальон Дорофеева пленил около 480 немцев и обеспечил высадку остального десанта полка гвардии подполковника А. И. Банкузова, а также высадку главных сил 5-й гвардейской стрелковой дивизии, генерал-майора Г. Б. Петерса.
3-й стрелковый батальон при огневой поддержке, организованной командующим артиллерии 5-й гвардейской стрелковой дивизии, С. Г. Демяновским, полностью перерезал косу и соединился с морскими десантниками Балтийского флота. В дальнейшем батальон Дорофеева наступал вдоль побережья Балтийского моря и преследовал противника до местечка под названием «Русский лагерь». В результате, отступающие из военно-морской базы Пиллау немецкие части (численностью более 6000 человек) были отрезаны от основных сил, и впоследствии были вынуждены капитулировать. В этом бою Анатолий Дорофеев получил третье ранение за войну, но остался в строю.
За героический бой на плацдарме к званию Героя Советского Союза были представлены девять военнослужащих 3-го стрелкового батальона 17-го гвардейского стрелкового полка, в том числе и командир батальона, гвардии майор Дорофеев. Восьмерым солдатам и офицерам батальона это звание было присвоено 29 июня 1945 года, а полковнику в отставке Анатолию Дорофееву через 50 лет Указом Президента Российской Федерации № 679 от 6 июля 1995 года «за мужество и героизм, проявленные в борьбе с немецко-фашистскими захватчиками в Великой Отечественной войне 1941—1945 годов» присвоено звание Героя Российской Федерации.

### После войны
После войны Анатолий Дорофеев командовал отдельным учебно-стрелковым батальоном 83-й гвардейской стрелковой дивизии (Особый военный округ) в городе Велау, был начальником полковой школы в 12-м гвардейском стрелковом полку 5-й гвардейской стрелковой дивизии 11-й гвардейской армии (ПрибВО) в городе Гвардейске Калининградской области. В 1948—1951 годах Дорофеев А. В. учился на разведывательном факультете в Военной академии имени М. В. Фрунзе. В 1951—1959 годы подполковник Дорофеев А. В. служил старшим офицером в Оперативном Управлении Штаба Закавказского военного округа (в Тбилиси), заместителем командира 135-го мотострелкового полка 49-й мотострелковой дивизии 4-я армия (СССР) в Баку. В 1960 году назначен старшим преподавателем истории военного искусства в Бакинском высшем общевойсковом командном училище. Доцент, автор ряда печатных трудов.
В 1973 году в звании полковника вышел в отставку. После армии жил и работал в Кучино, город Железнодорожный Балашихинского района Московской области.
В 1985 году награждён орденом Отечественной войны 1-й степени. В 1995 году по ходатайствам ветеранов, администрации Балашихинского района и Президента Республики Адыгея был представлен к званию Героя Российской Федерации. 6 июля 1995 года это звание ему присвоено Указом Президента РФ. Более десяти лет А. Дорофеев проработал в Кучино инженером в научно-исследовательском институте «ВОДГЕО» — (Всесоюзный институт водоснабжения, канализации, гидротехнических сооружений и инженерной гидрологии).
Принимал активное участие в ветеранской работе. Был председателем совета ветеранов микрорайона Кучино. Участвовал в военно-патриотическом воспитании молодёжи местной средней школы № 8.
22 февраля 2000 года Анатолий Васильевич Дорофеев скончался от фронтовых ран в Кучино города Железнодорожный Балашиха
. Похоронен с воинскими почестями в г. Москва на Бабушкинском кладбище, участок 25.

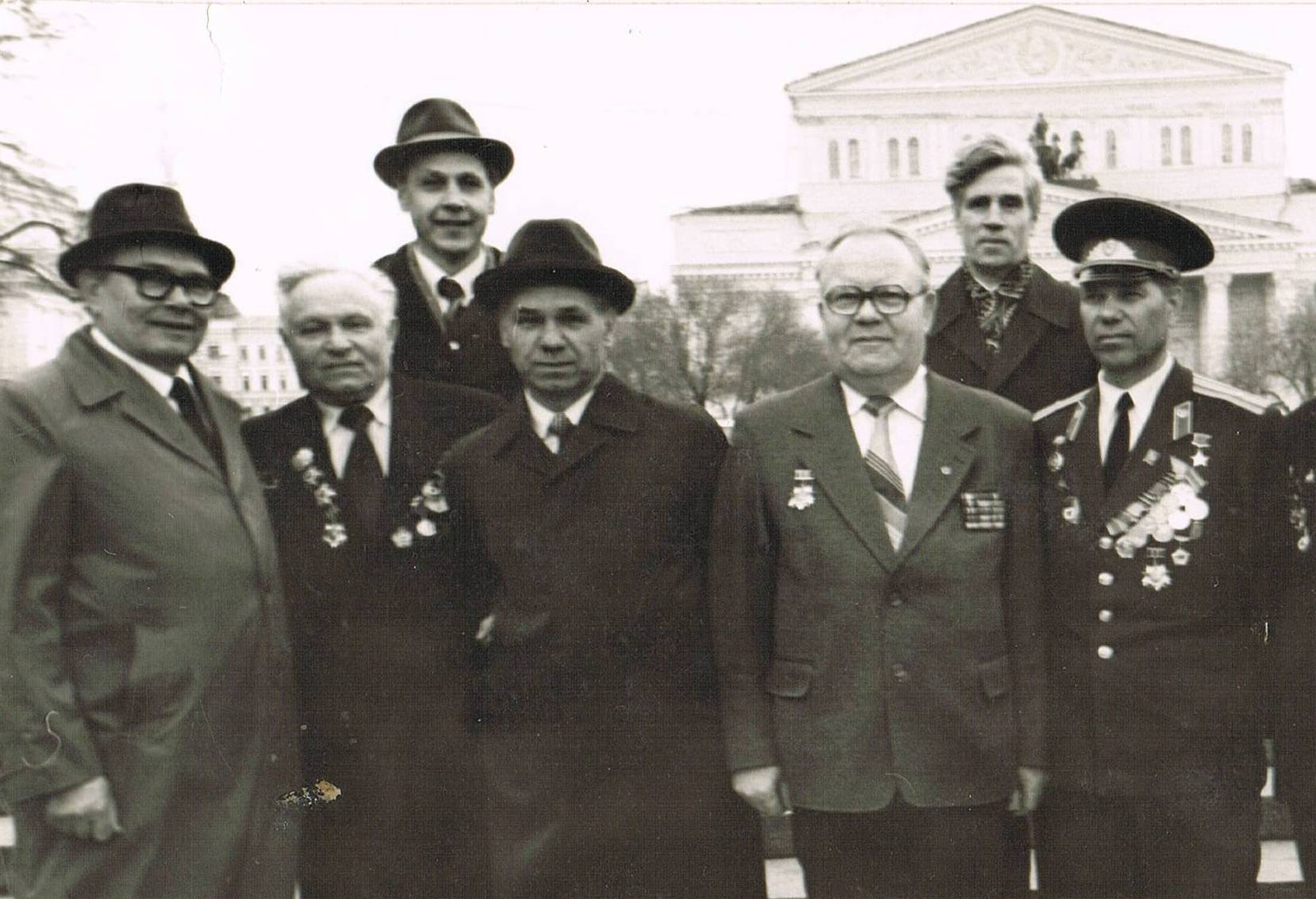
Ветераны СССР, Москва. День Победы 1981. Командиры стрелковых батальонов 5-й гв. сд. 1945 года (слева) Зайцев Н. К., Лопата, Клюев, Дорофеев А. В. (с 1995 г. Герой России) и Герой Советского Союза Шитиков И. П.

## Семья
- Отец — Василий Фёдорович Дорофеев (1896—1968). Участник Первой мировой войны, Гражданской войны в России, Красной гвардии, и ветеран Великой Отечественной войны.
- Мать — Васса Ефимовна, урождённая Плехова (1898—1984).
- Жена — Ирина Александровна, урождённая Кривчикова (1923—1995), отец Кривчиков, Александр Эммануилович (1890—1937). Потомственный дворянин. Участник Первой мировой войны, Белого движения и Гражданской войны в России. В 1937 году незаконно осуждён и расстрелян, в 1956 году полностью реабилитирован. Мать — Раиса Николаевна, урождённая Троицкая (1894—1942).
- Дочь — Светлана (род.1943), зять — Эдуард Александрович Чагунава (1939—2015); внук — Александр Эдуардович (1963), правнук — Константин (1988); внучка — Ирина Эдуардовна (Чижикова) (1964) педагог, автор сказок в стихах[20], в браке с Чижиковом Юрием Павловичем, правнуки Эдуард (1985), Елена (1988), Светлана (1989); внучка Вера Эдуардовна (Задорощенко) (1969) — правнуки Сергей (1991), Маргарита (1993), Кристина (1996); внучка Нелли Эдуардовна (Андронова) (1977)[21][22], правнук — Ярослав (2007).
- Сын — Александр (род. 1946), невестка — Валентина Егоровна Бартенева (род.1946), внук — Анатолий (1971—2011) правнук — Александр Анатольевич (род.1994), праправнучка — Мария (2015), праправнук - Михаил (2025); внук Александр (1974), правнук — Михаил Александрович (род.2003).
- Брат — Илья (1922—1984). Участник Великой Отечественной войны. В РККА с 1941 года. Лейтенант Дорофеев, командир стр.взвода 17-го гвардейского стр.полка ранен 24.11.1942[23]. Член ВКП(б) с 1943 года. 8 марта 1943 года ранен. 10 января 1944 года тяжело ранен. Награждён орденом Отечественной войны 2-й степени приказом № 70/н от 10.05.1944 года по 11 гв. армии[24]. Жена Антонина (1926), племянники — Владимир, Александр, Вячеслав, Елена; Валентина.
- Сестра — Нина 1-я (1923—1924)
- Брат — Егор (1926—1927)
- Сестра — Лидия (1928—2005), муж Борис Сорокин, племянники — Владимир, Марина; муж Дмитрий Попцов племянница Светлана
- Сестра — Нина (род.1931), муж Василий Николаевич Горбунов, племянники — Олег (1958—2017), Наталья
- Сестра — Раиса (1934—2006), муж Александр Чупраков, племянники — Людмила, Наталья.
- Сестра — Ангелина (1939—2012), Муж Василий Золоторёв, племянница — Марина (Шевелева)(1972—2005), сын — Константин.

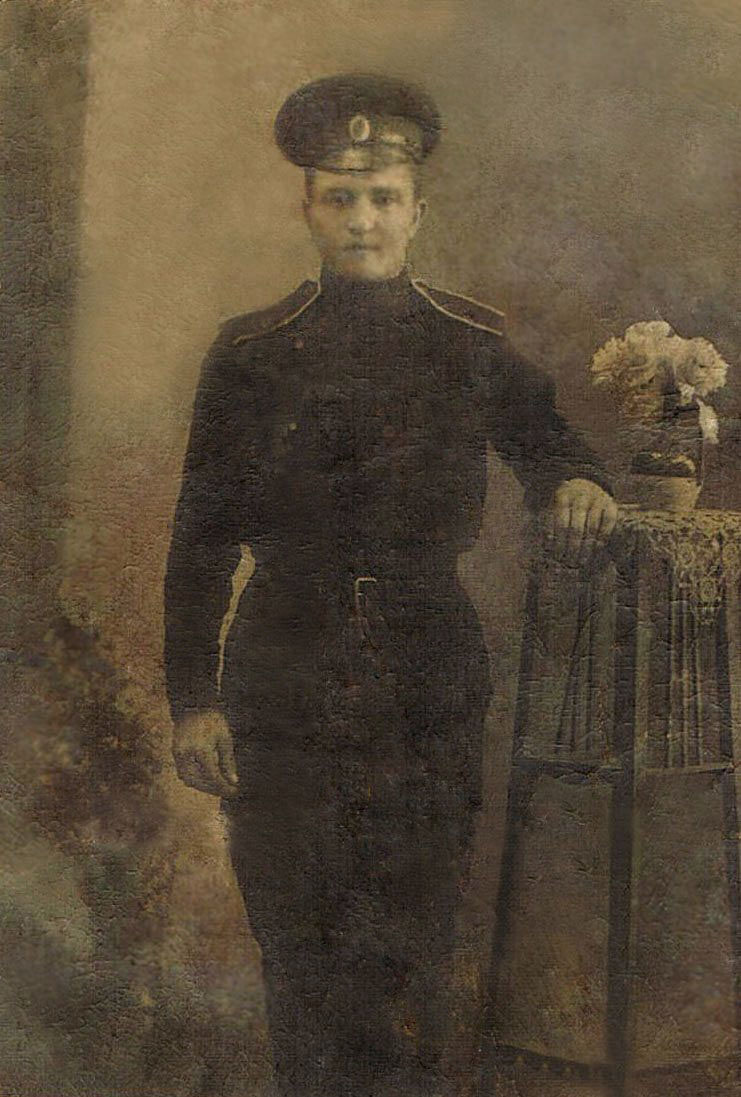
Дорофеев Василий Фёдорович. (1896-1968). Солдат 1-й мировой войны. 1914 год.
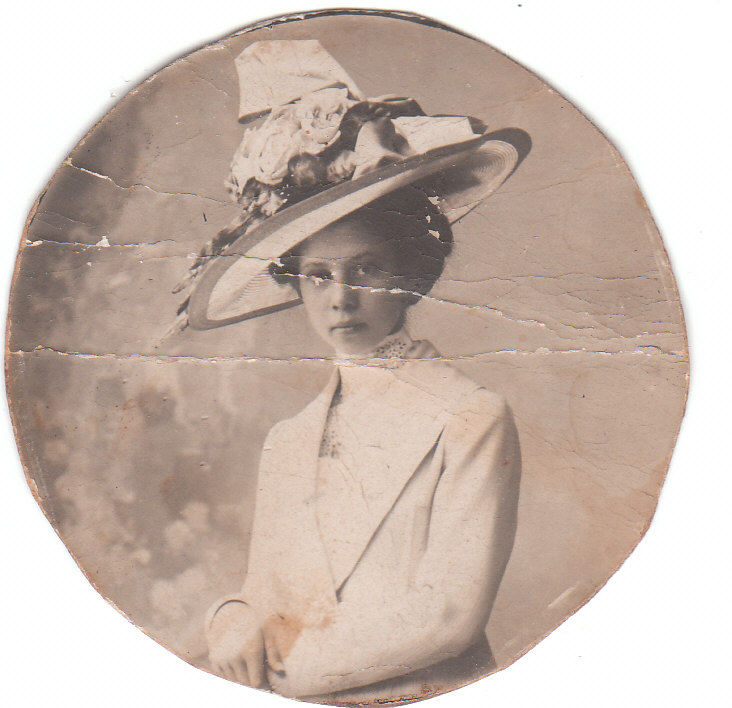
Мать жены Троицкая (Кривчикова) Раиса Николаевна (1894-1942). Симбирск 1916.
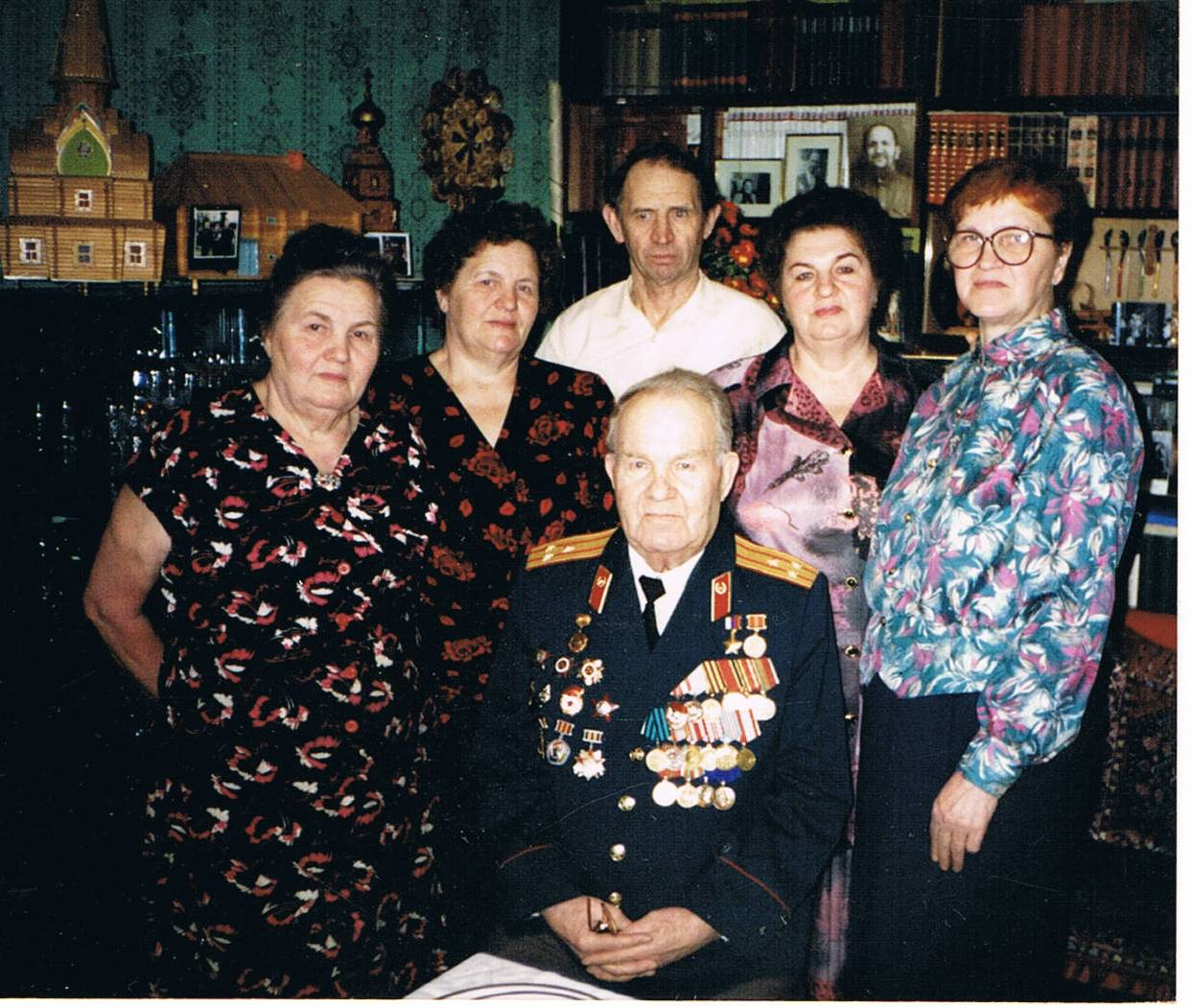
Сёстры Лидия, Раиса, муж Ангелины Василий Золоторёв, Ангелина и Нина после вручения Золотой Звезды Героя Российской Федерации. Москва, Кучино 1996 год.
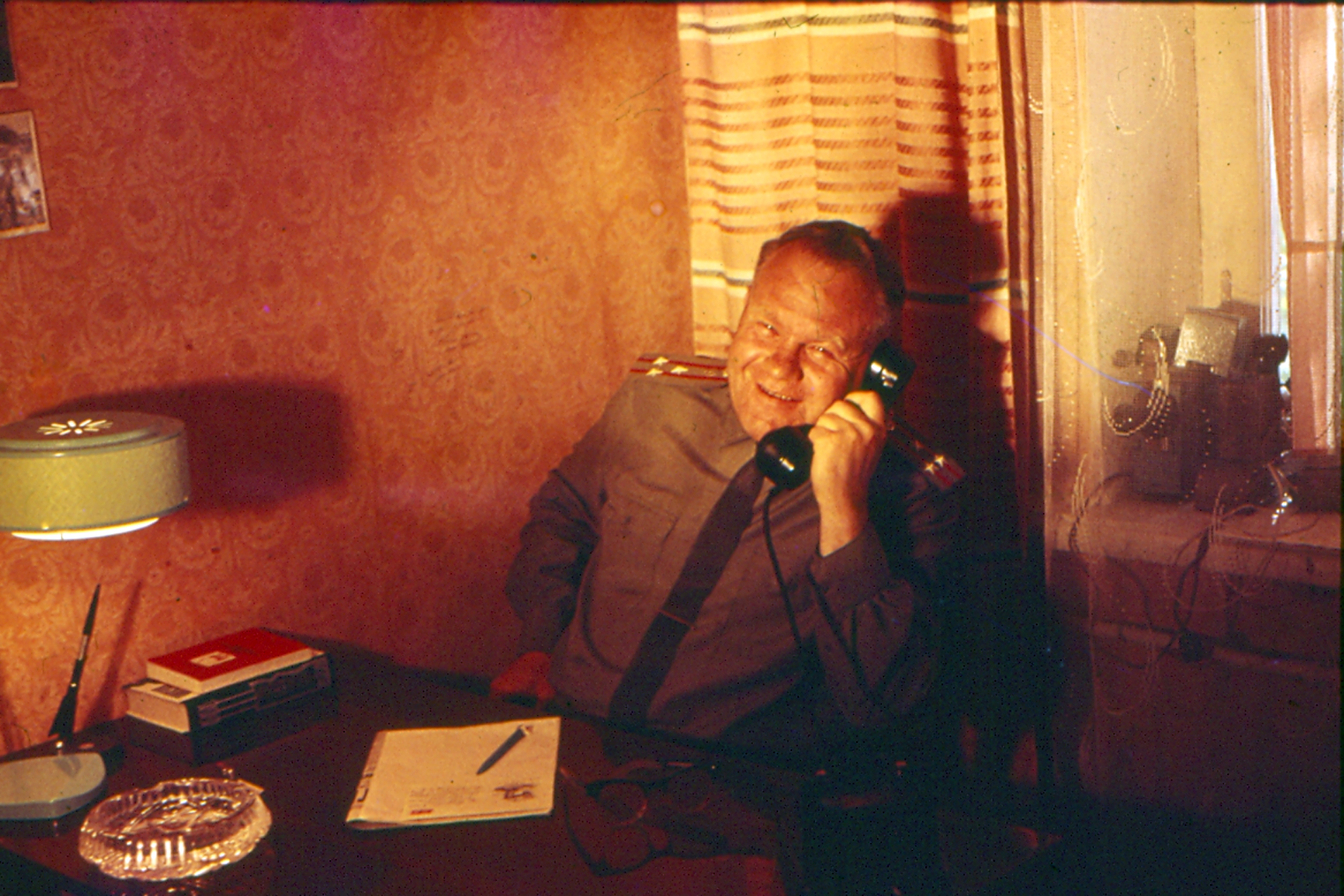
Полковник Дорофеев А. В. Радостная весть. Баку 1969.
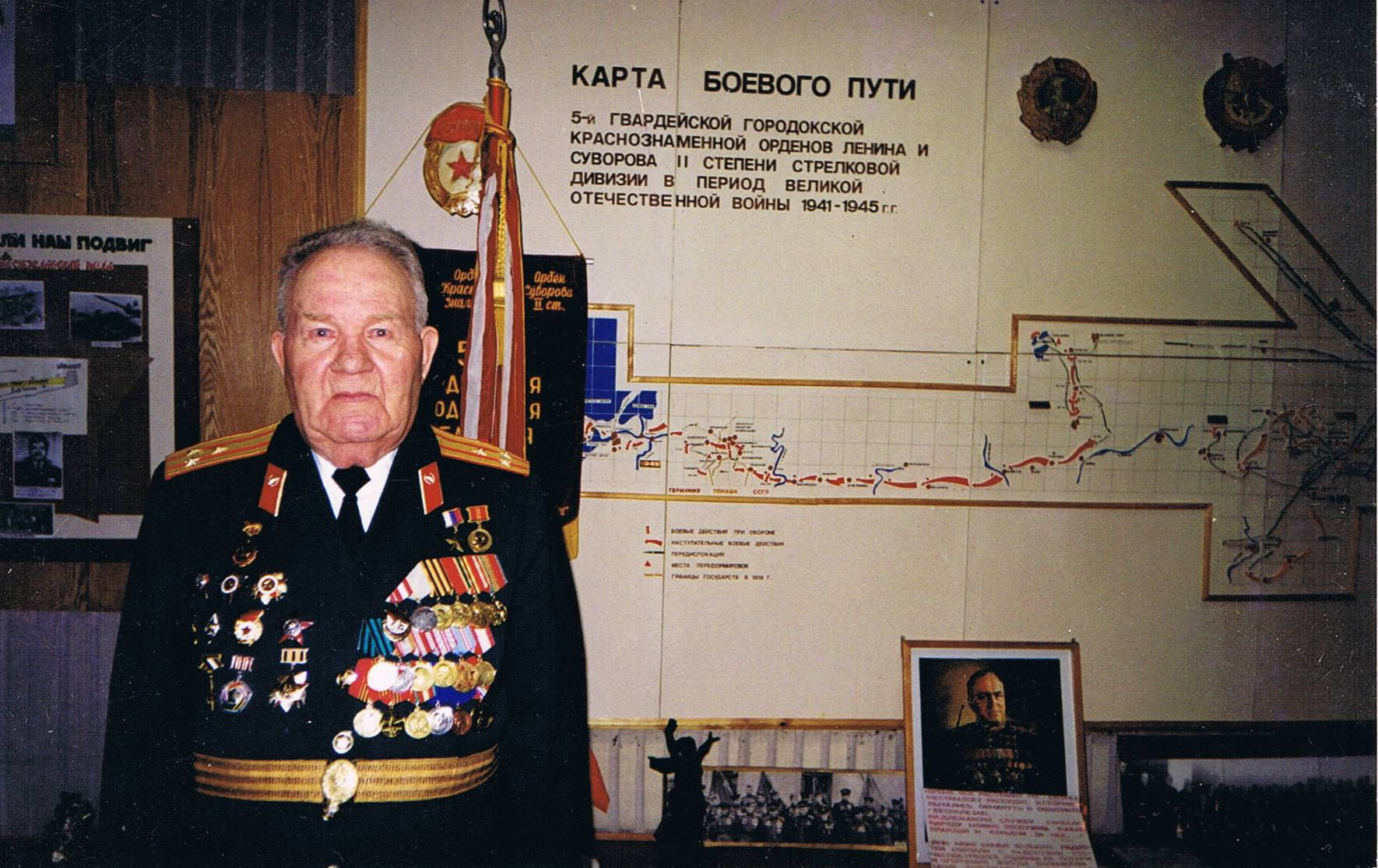
Анатолий Дорофеев у карты боевого пути 5 гв. сд. 1996.

## Награды

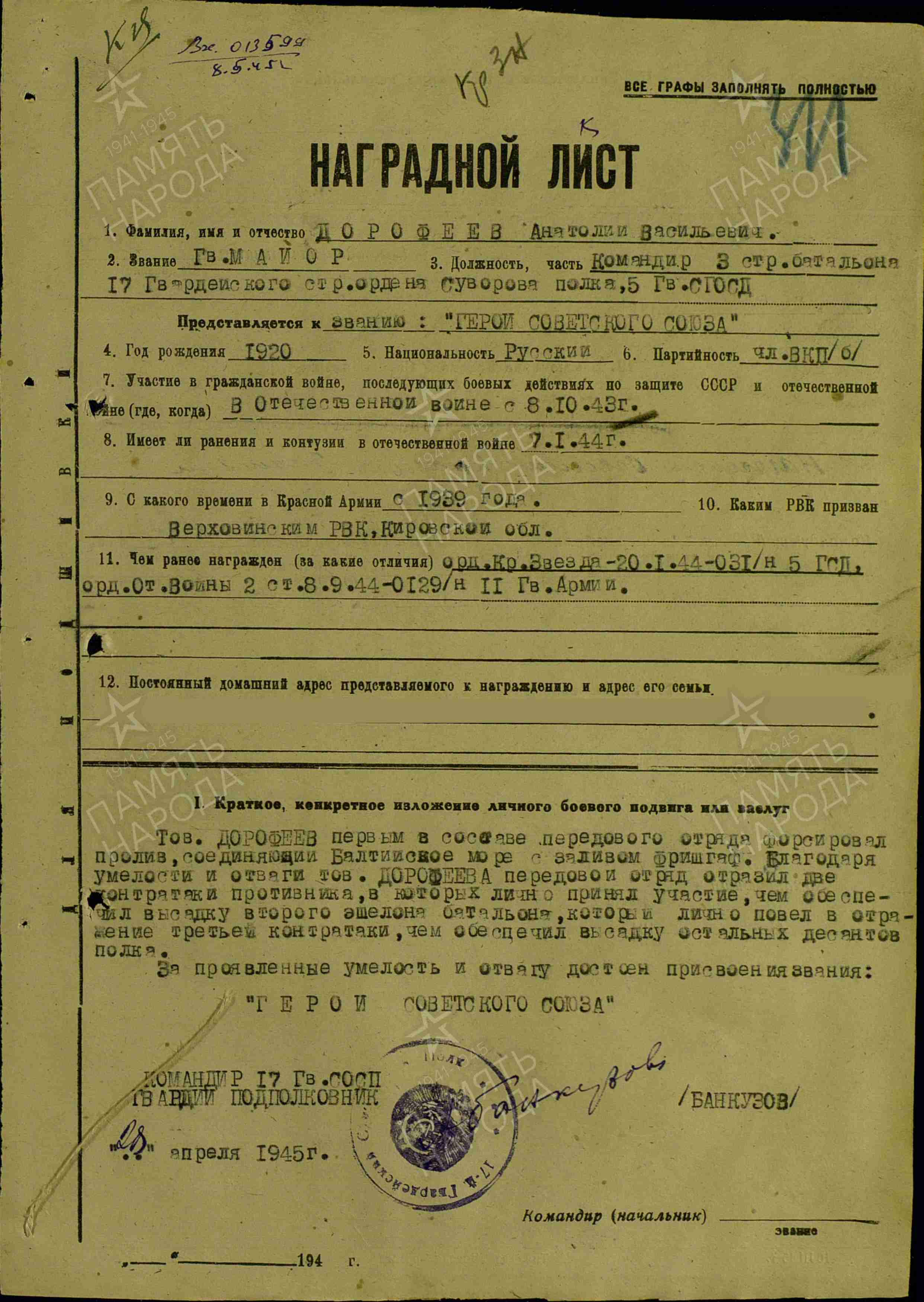
Наградной лист на Дорофеева А. В. к званию Героя Советского Союза

- Герой Российской Федерации (6 июля 1995; медаль № 197[1])
- Орден Красного Знамени[25] (19 мая 1945[26])
- Орден Отечественной войны I степени[27][28]
- Орден Отечественной войны II степени[29](8 сентября 1944[30])
- Орден Красной Звезды[31] (20 января 1944[32],
- Орден Красной Звезды (30 декабря 1956[33])[34]
- Медаль Жукова[35]
- Медаль За боевые заслуги[36][37]
- Медаль «В ознаменование 100-летия со дня рождения Владимира Ильича Ленина» (6 апреля 1970)
- Медаль «За победу над Германией в Великой Отечественной войне 1941—1945 гг.» (9 мая 1945[38])[39]
- Юбилейная медаль «Двадцать лет Победы в Великой Отечественной войне 1941—1945 гг.» (7 мая 1965[40])
- Юбилейная медаль «Тридцать лет Победы в Великой Отечественной войне 1941—1945 гг.»[41]
- Медаль «Сорок лет Победы в Великой Отечественной войне 1941-1945 гг.»[42]
- Юбилейная медаль «50 лет Победы в Великой Отечественной войне 1941—1945 гг.»[43]
- Медаль «За взятие Кёнигсберга»[44] (9 июня 1945[45])
- Медаль «Ветеран Вооружённых Сил СССР»
- Медаль «30 лет Советской Армии и Флота»[46].
- Юбилейная медаль «40 лет Вооружённых Сил СССР»[47]
- Юбилейная медаль «50 лет Вооружённых Сил СССР» (26 декабря 1967[48])
- Юбилейная медаль «60 лет Вооружённых Сил СССР» (28 января 1978[49])
- Юбилейная медаль «70 лет Вооружённых Сил СССР» (28 января 1988[50])
- Медаль «За безупречную службу» I степени[2].
- Знак «Гвардия»
- Знак МО СССР «25 лет Победы в Великой Отечественной войне» (24 апреля 1970[51])

## Память
- Имя А. В. Дорофеева высечено золотыми буквами в зале Славы Центрального музея Великой Отечественной войны в Парке Победы города Москвы.
- Его имя увековечено в Главном Храме Вооружённых сил России, и навсегда запечатлено на мемориале «Дорога Памяти»[52].
- На могиле (Бабушкинское кладбище, Москва, 25-й участок) установлен надгробный памятник
- Мемориальная доска установлена на школе, в селе Верходворье Юрьянского района Кировской области (школа где учился герой разрушена.)[2].
- В Калининграде улице между Солнечным бульваром и набережной им. Генерала Карбышева присвоено имя Улица Героя России Дорофеева[2][53][54].
- Именем Героя названа «улица Дорофеева» (бывшая ул. Нефтебаза) в западной части Городского округа Балашиха, примыкающей к автодороге М7 «Волга»[55][56].
- На Балтийской косе в месте высадки десанта под руководством гв. майора Дорофеева А. В. установлен памятный знак.
- В краеведческом музее Железнодорожного имеется экспозиция Героев войны и хранятся фотографии и документы.
- 30 апреля 2019 года на здании Вятского художественного училища имени А. А. Рылова (ул. Казанская, 56) по инициативе вятского писателя Виктора Бакина при активном участии «Золотого фонда Вятки» (председатель — Николай Гаряев) была открыта мемориальная доска в честь Героя России Анатолия Васильевича Дорофеева[57].
- В Кирове в парке Победы на памятной стелле написано имя Героя России Дорофеева А. В.
- В Юрье его имя увековечено на памятном знаке Героям—Юрьянцам.
- Мемориальную доску Герою России Анатолию Дорофееву открыли в Балашихе на доме, в котором он жил 9.10.2019[58]
- 4 мая 2023 г. в МБОУ «Гимназия №11» Балашихи произошло знаменательное событие: – торжественное открытие «Парты Героя» в честь Героя России Дорофеева Анатолия Васильевича «Парта Героя» в честь Героя России Дорофеева А. В..
- 29 июня 2023 года В Музее Победы открылась Выставка «Фрише Нерунг. Засекреченная операция» в Музее Победы, предоставленной Парково-музейным комплексом Балтийской косы «Старый Люнет». Значительная часть посвящена подвигу участникам высадки на Косу и Герою России Дорофееву А. В..

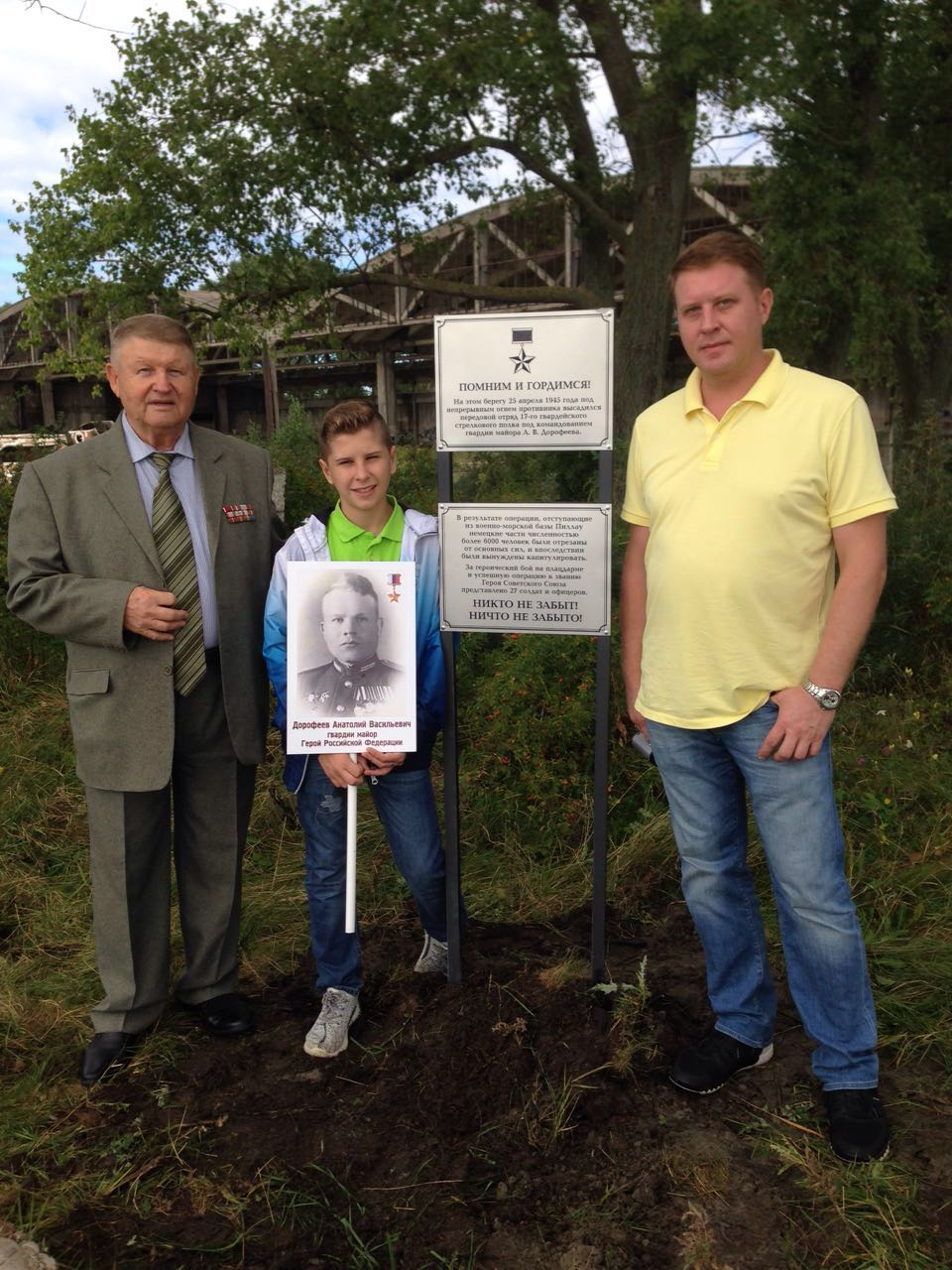
Памятный знак Герою России Анатолию Дорофееву на Косе Балтийской 6.9.2016
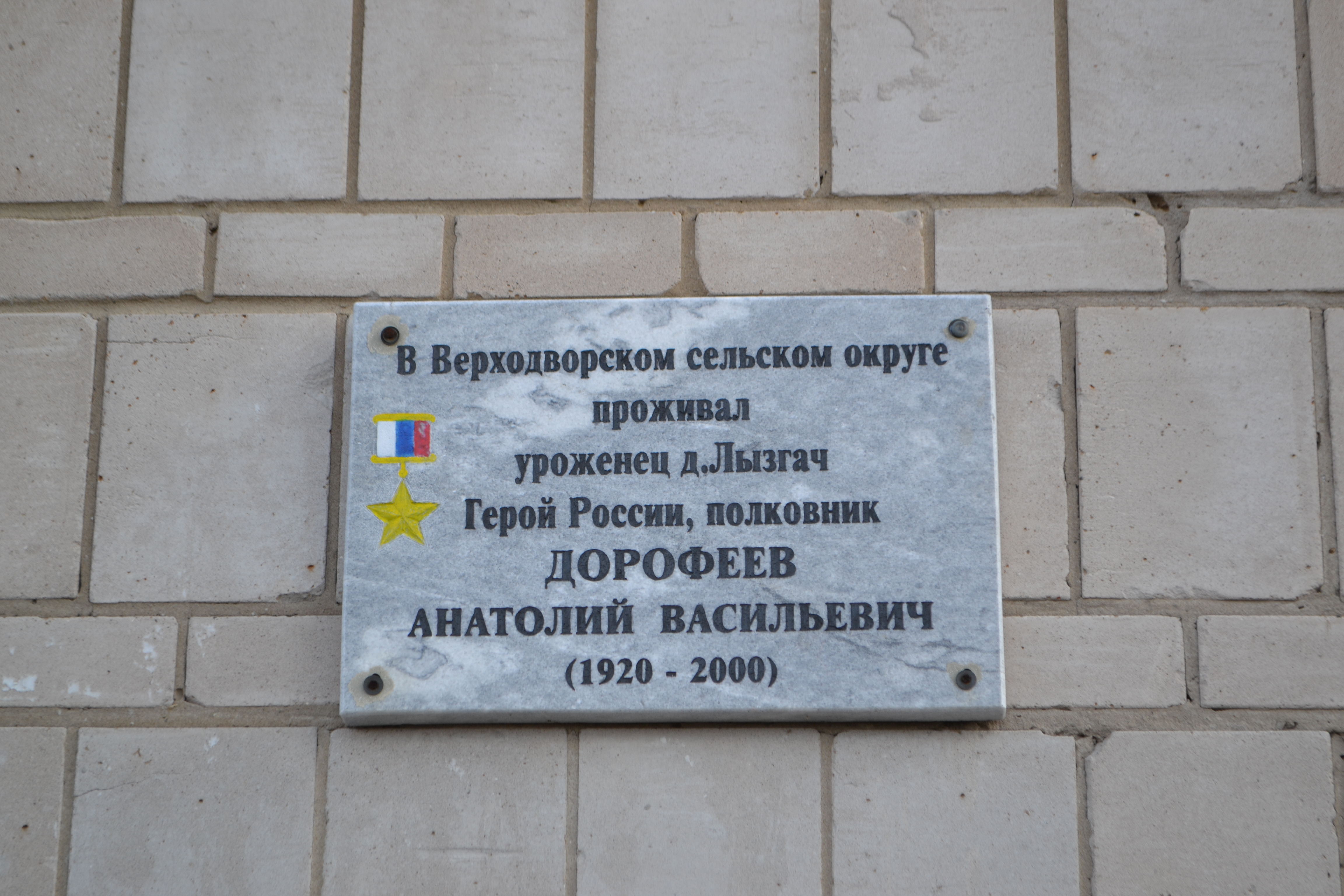
Мемориальная доска Герою Российской Федерации Дорофееву Анатолию Васильевичу. Кировская область, Юрьянский район, Верходворье, школа. 2019.
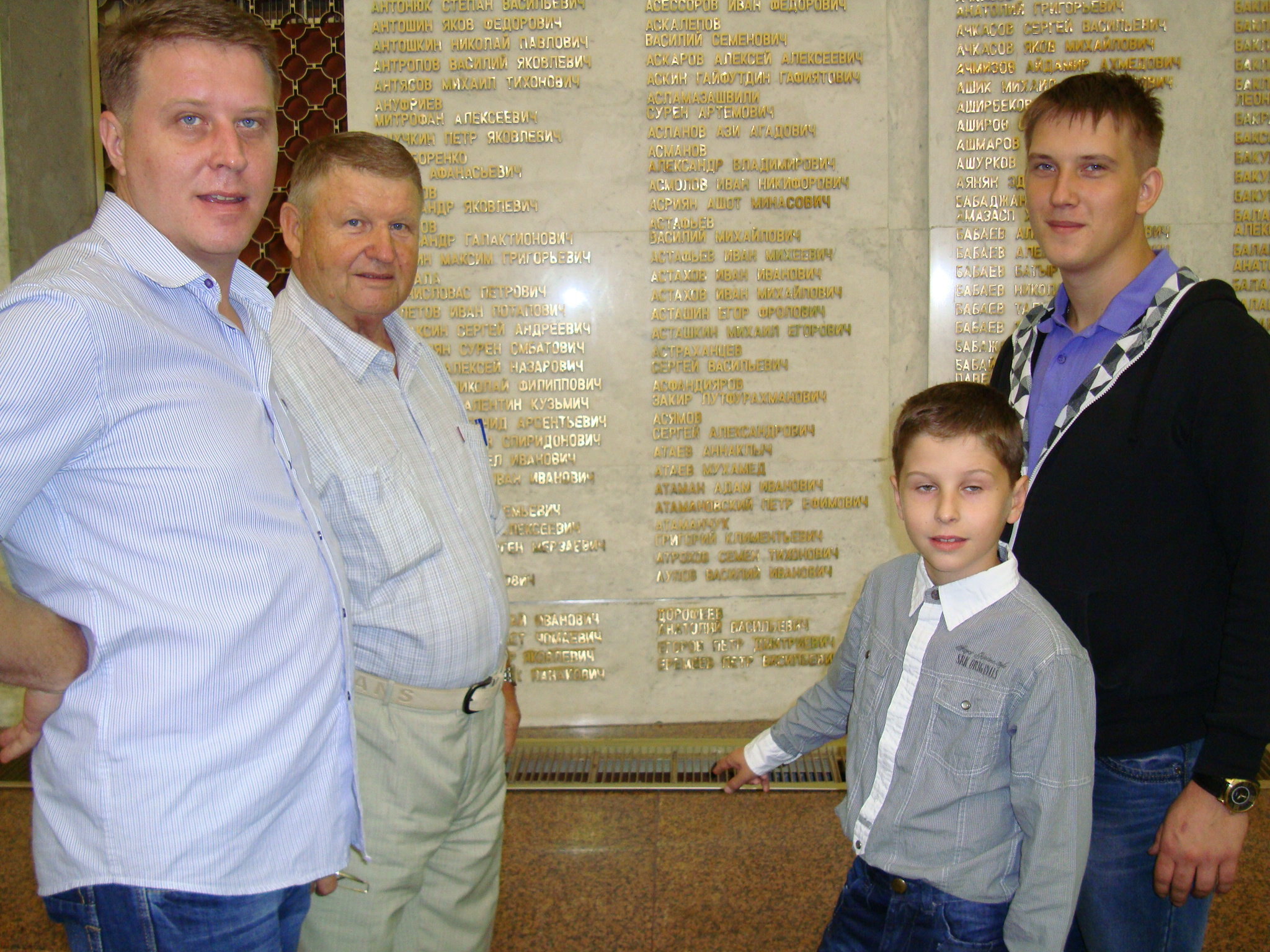
Имя героя на мемориальной доске в Парке Победы. Продолжатели рода Дорофеевых - Александр Александрович, Александр Анатольевич, Михаил Александрович, Александр Анатольевич. Москва 2013.
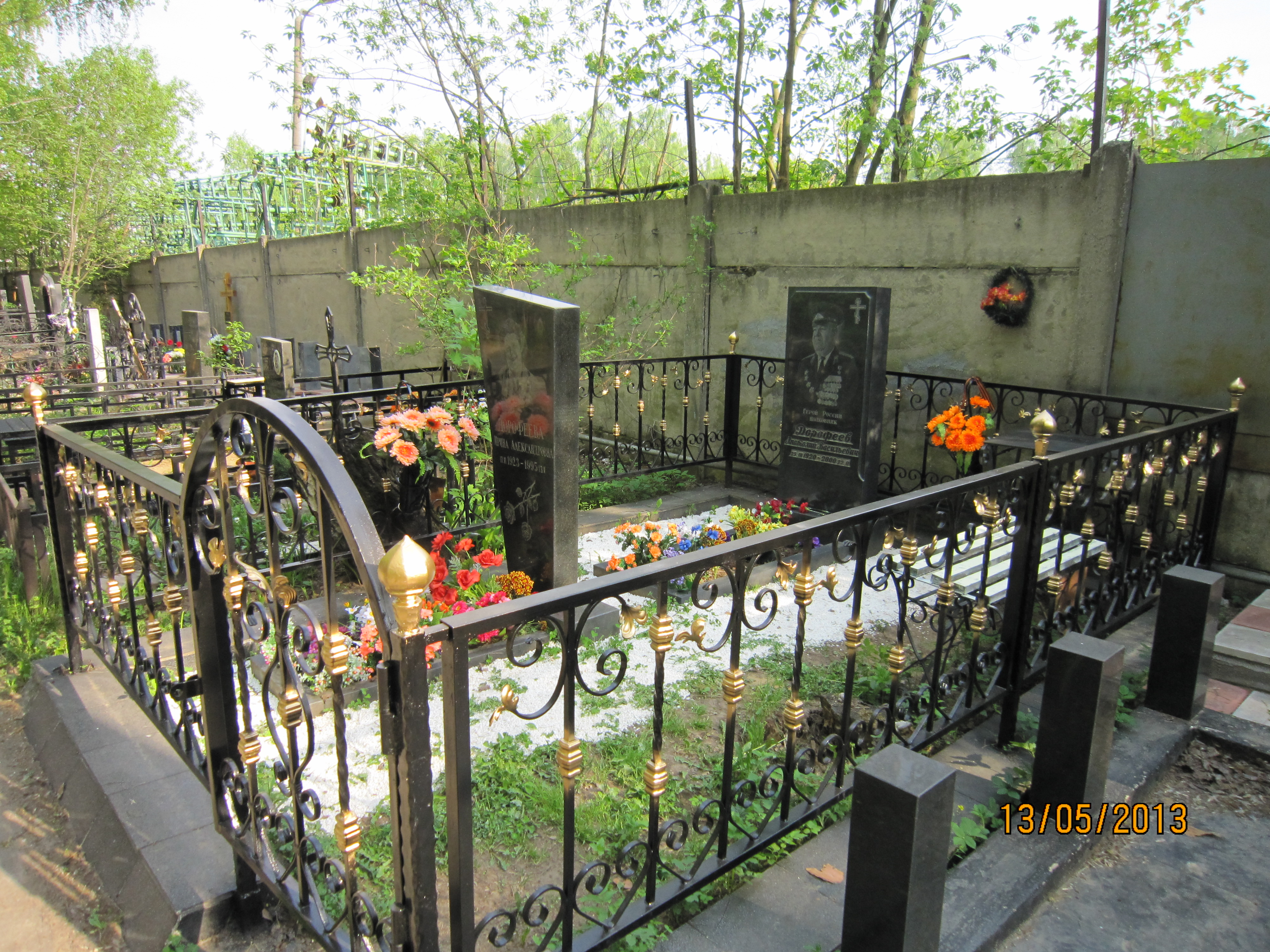
Могила Ирины и Анатолия Дорофеевых. Москва, Бабушкинское кладбище, 25-й участок. 2013.
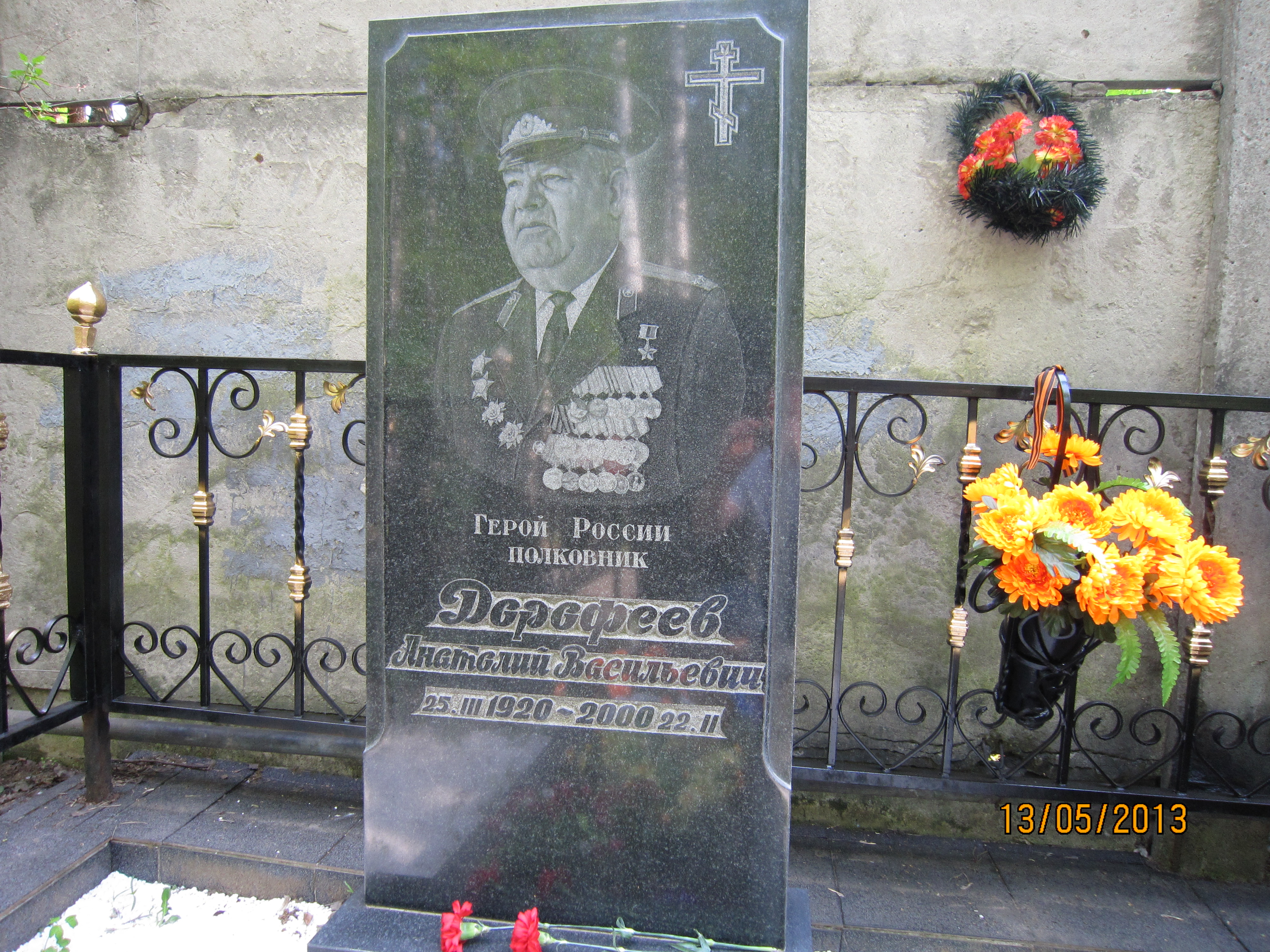
Памятник на могиле Героя Российской Федерации Дорофеева Анатолия Васильевича. Москва, Бабушкинское кладбище, 2013.
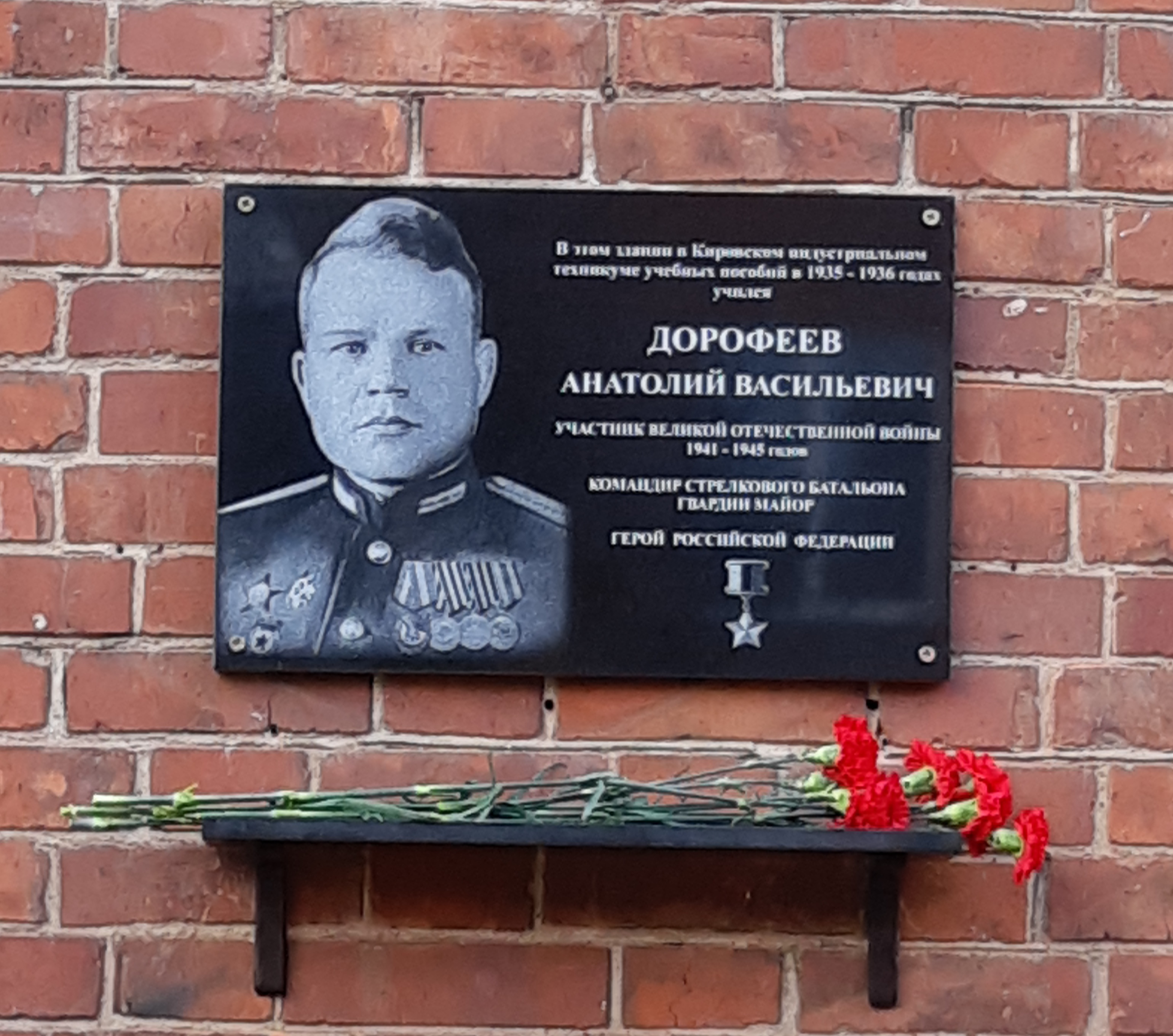
Мемориальная доска Герою России Дорофееву А. В. на здании Вятского художественного училища
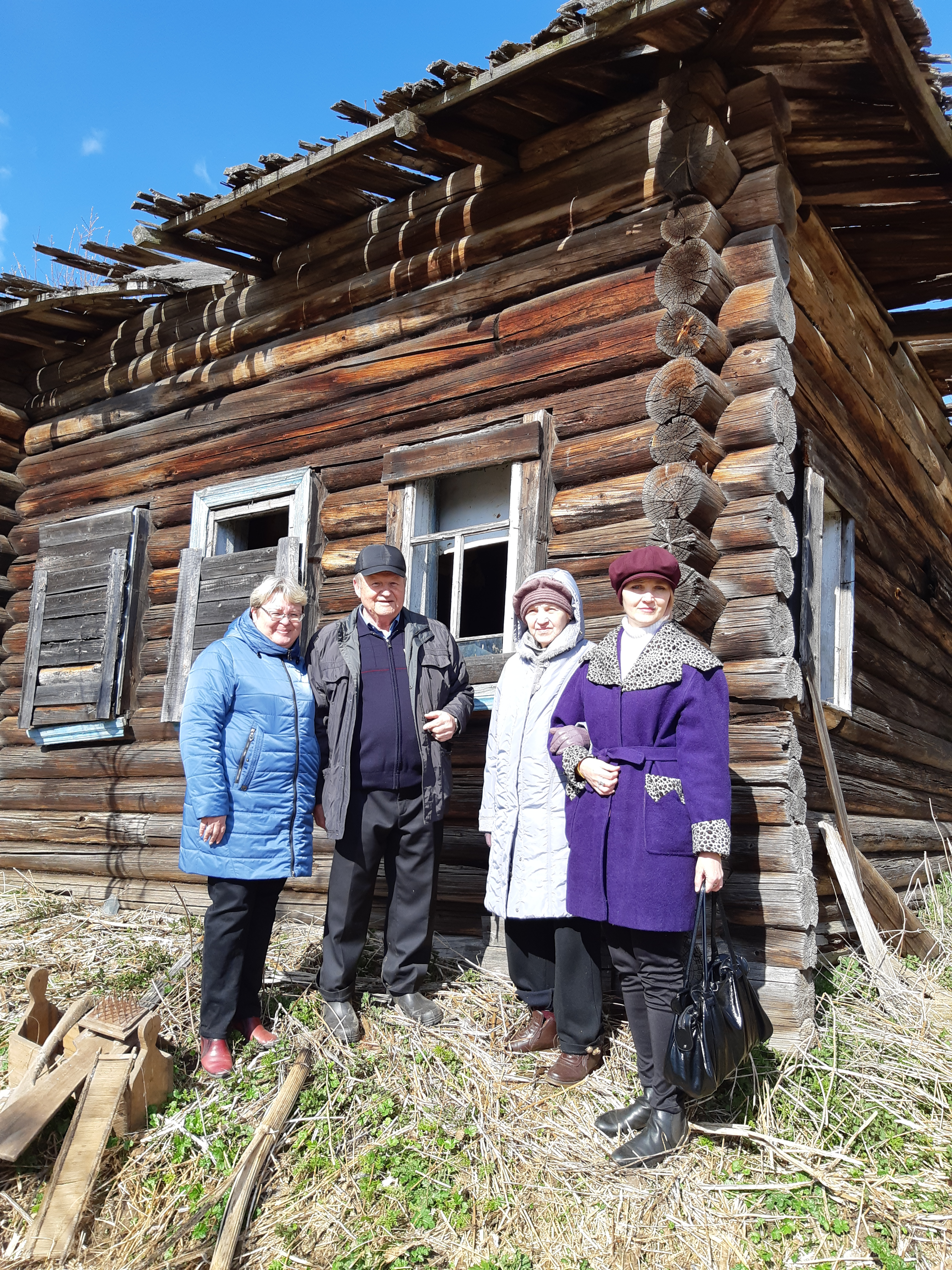
Родовой дом Героя России А. В. Дорофеева.
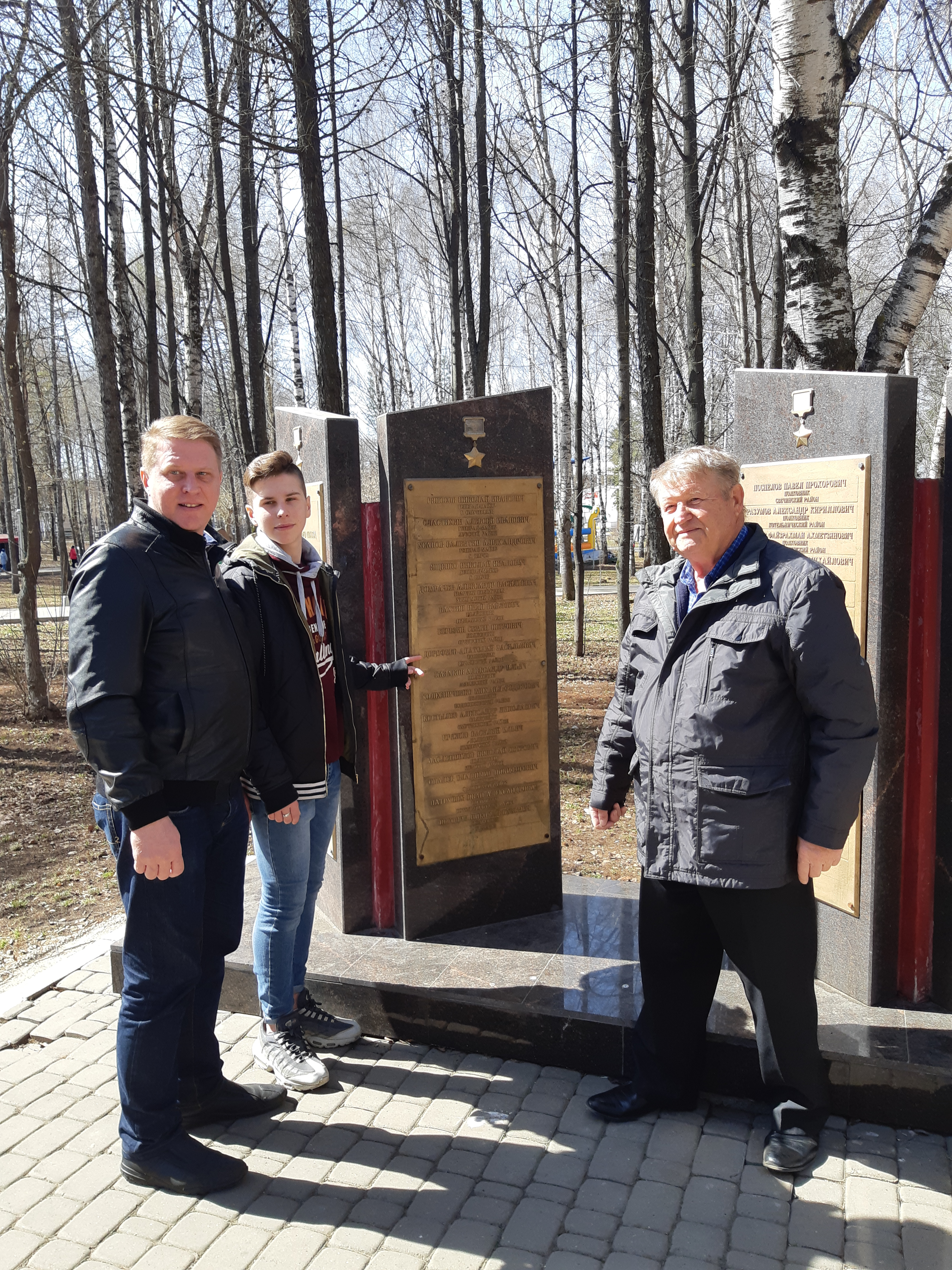
На памятной стелле в Кирове в парке Победы написано имя Героя России Дорофеева А. В. . Потомки Героя 3 мая 2019 г.
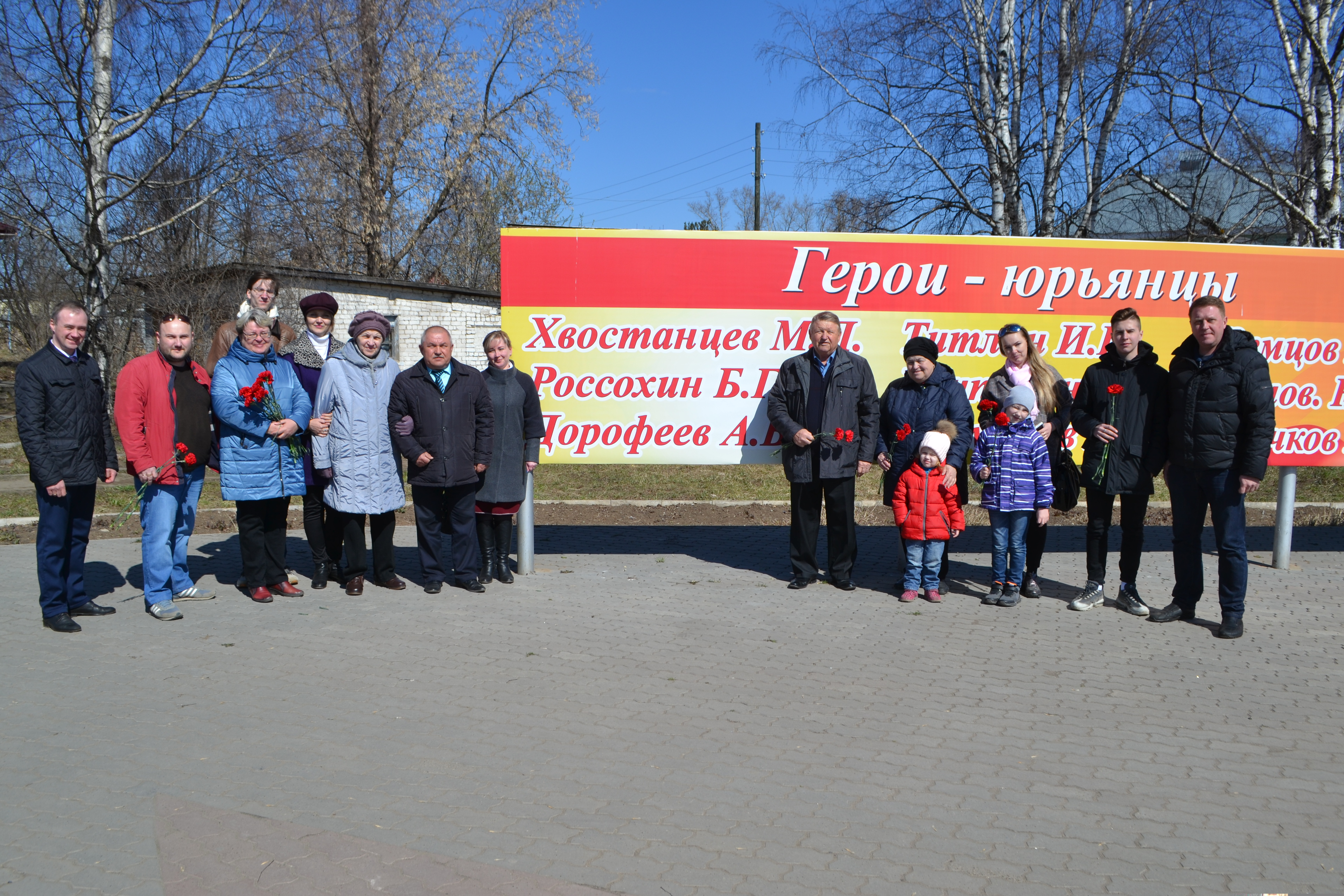
У памятного знака Героям—Юрьянцам. Юрья 2019 г.
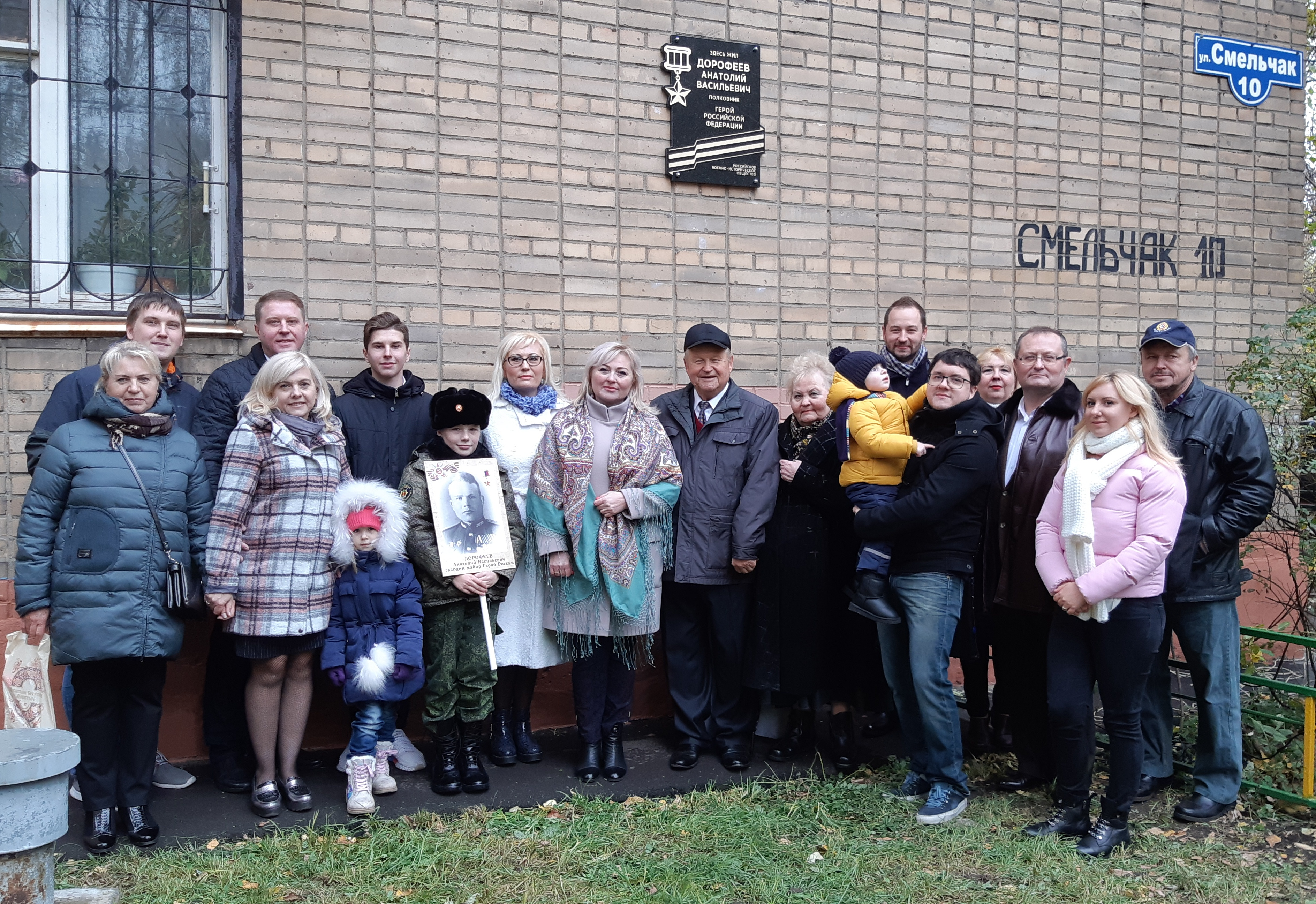
Мемориальная доска герою Дорофееву А.В. в Балашихе по ул. Смельчак 10, 9.10.2019

## Комментарии
1. ↑  За мужество и отвагу, проявленные при форсировании пролива Зеетиф, высадке десанта на косу Фрише-Нерунг 26-ти гвардейцам было присвоено звание Героя Советского Союза, в том числе восьмерым из батальона Анатолия Дорофеева:
  - гвардии рядовой Гаврилов, Михаил Иванович — стрелок;
  - гвардии младший сержант Дёмин, Николай Николаевич — наводчик орудия;
  - гвардии младший сержант Ерёмушкин, Василий Александрович — комсорг батальона;
  - гвардии старший лейтенант Нехаенко, Степан Яковлевич — командир 7-й роты;
  - гвардии старший лейтенант Панкратов, Василий Никитович — заместитель командира батальона по политической части;
  - гвардии младший лейтенант Суворов, Александр Иванович (1914—1951) — командир миномётного взвода;
  - гвардии капитан Чугуевский, Леонид Захарович — заместитель командира батальона;
  - гвардии младший лейтенант Шитиков, Иван Павлович — парторг батальона.